# Holzwickede
Holzwickede is een gemeente in de Duitse deelstaat Noordrijn-Westfalen, gelegen in de Kreis Unna. De gemeente Holzwickede telt 16.964 inwoners (31 december 2020) op een oppervlakte van 22,36 km².

## Geschiedenis
Rondom Holzwickede hebben in het verleden diverse adellijke families gewoond. Het enige van hun kasteeltjes en landhuizen, dat bewaard is gebleven, Haus Opherdicke, is thans een congrescentrum.
De plaats is van 1856 tot 1951 gekenmerkt door mijnbouw. In de mijn Zeche Caroline werd steenkool gedolven. Het maximale aantal mensen, dat daar werk had, bedroeg circa 950. De mijnterreinen zijn gesaneerd en hebben plaats gemaakt voor een woonwijk. Het voormalige administratiegebouw van de mijn is als jeugdhonk in gebruik.

## Partnersteden
- Weymouth, Engeland
- Louviers, Frankrijk

## Afbeeldingen

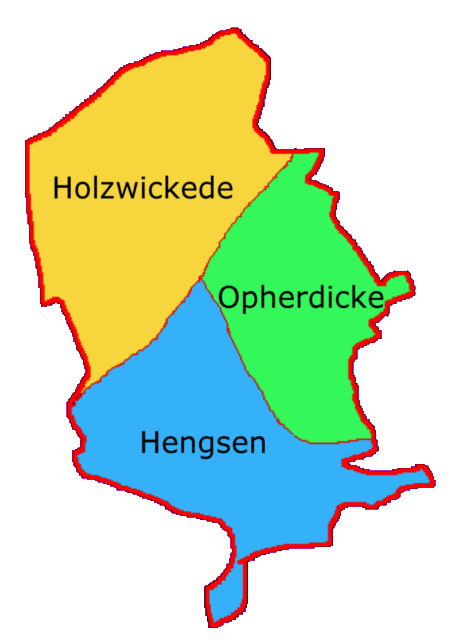
Situering van de drie Ortsteile van de plaats
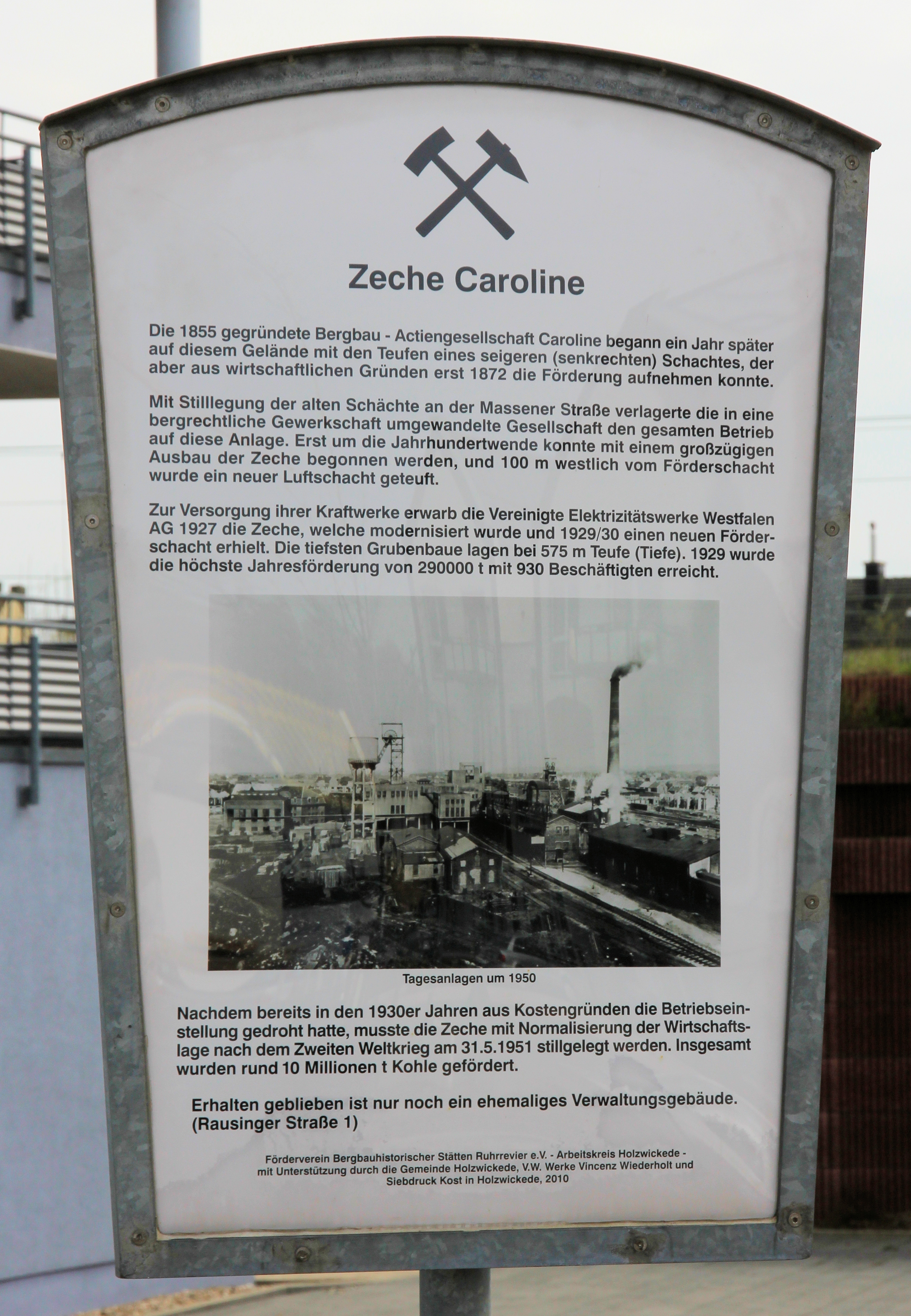
INformatiepaneel kolenmijn Caroline
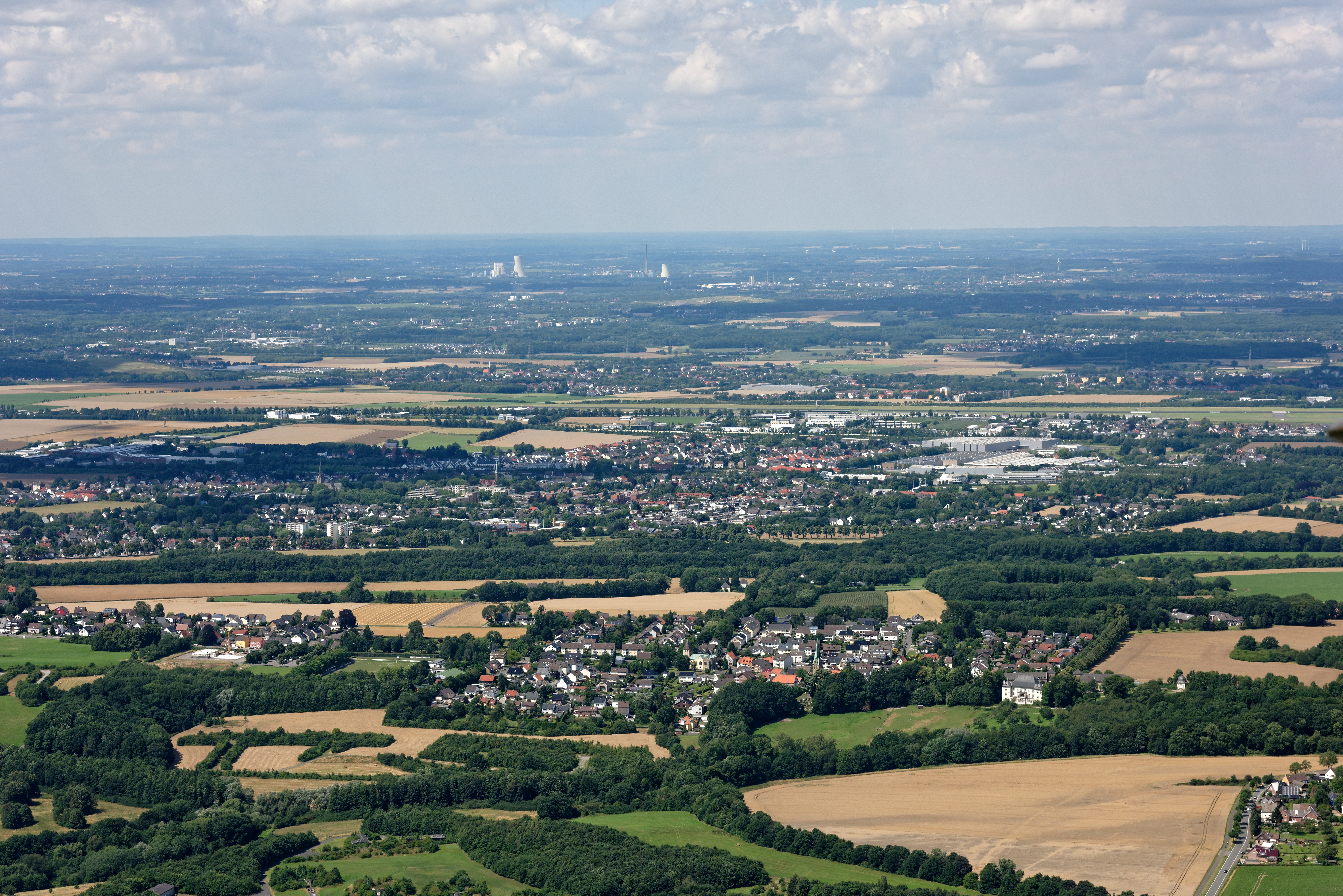
Gezicht op Holzwickede (midden)
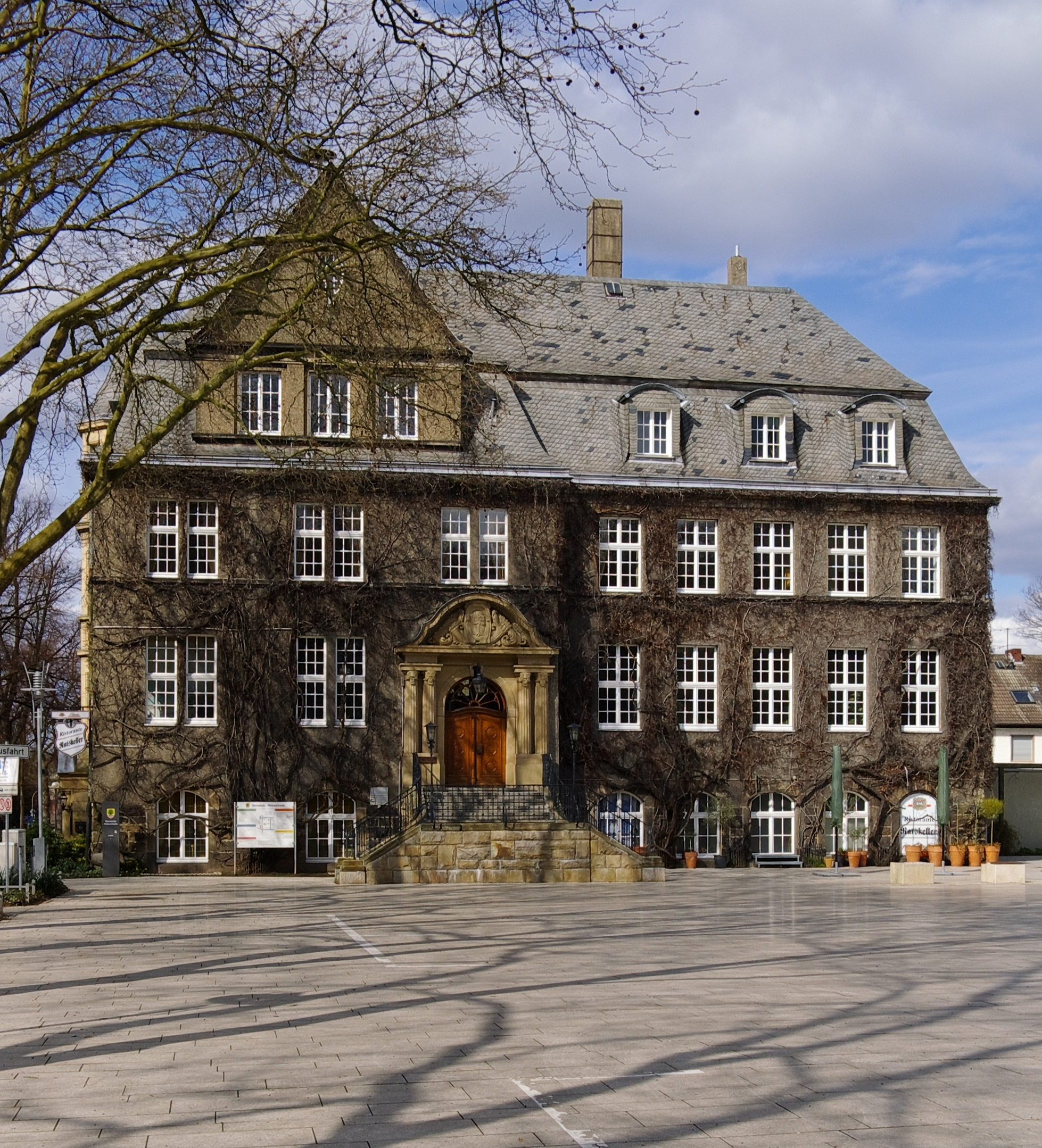
Gemeentehuis, 2006
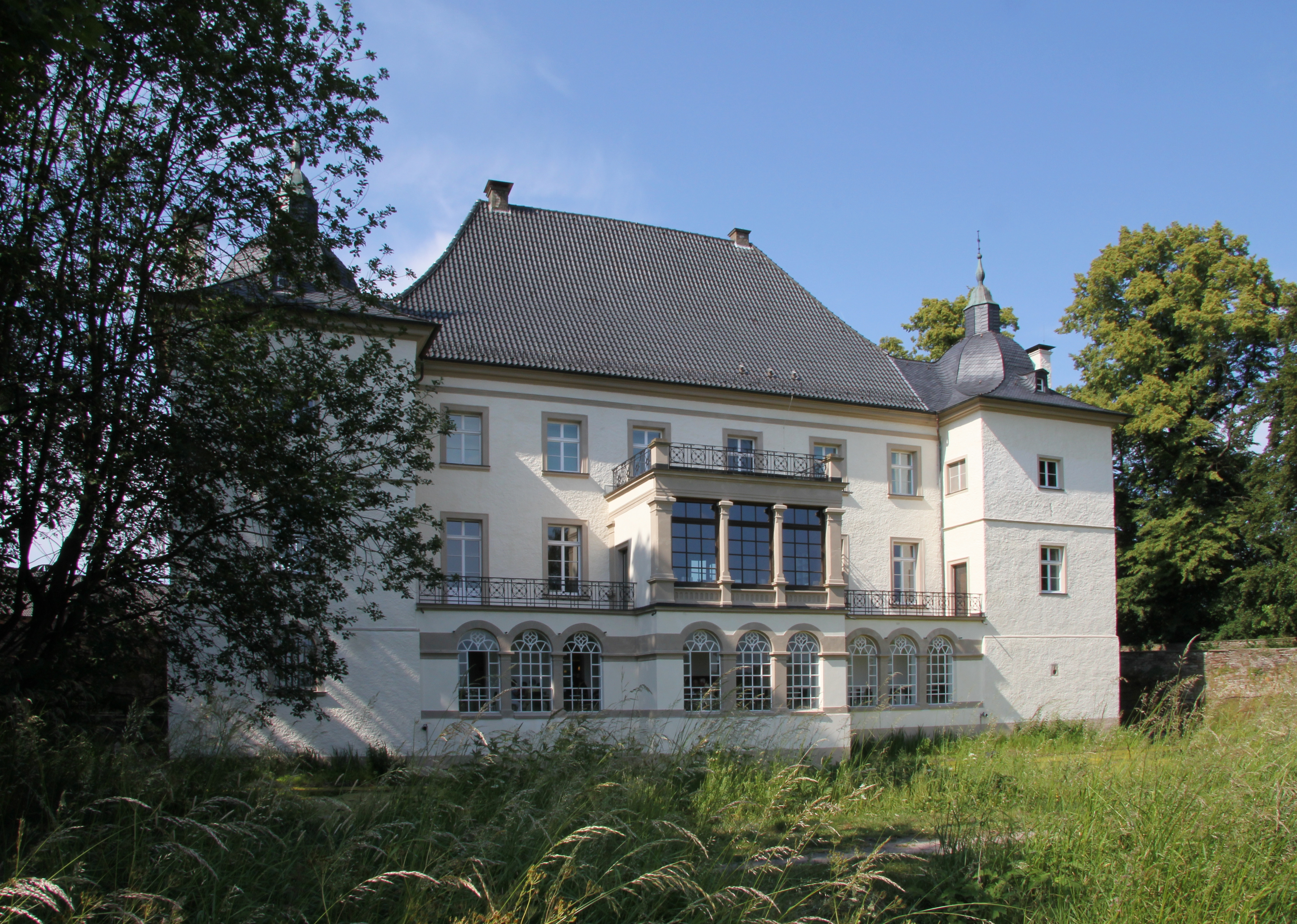
Haus Opherdicke
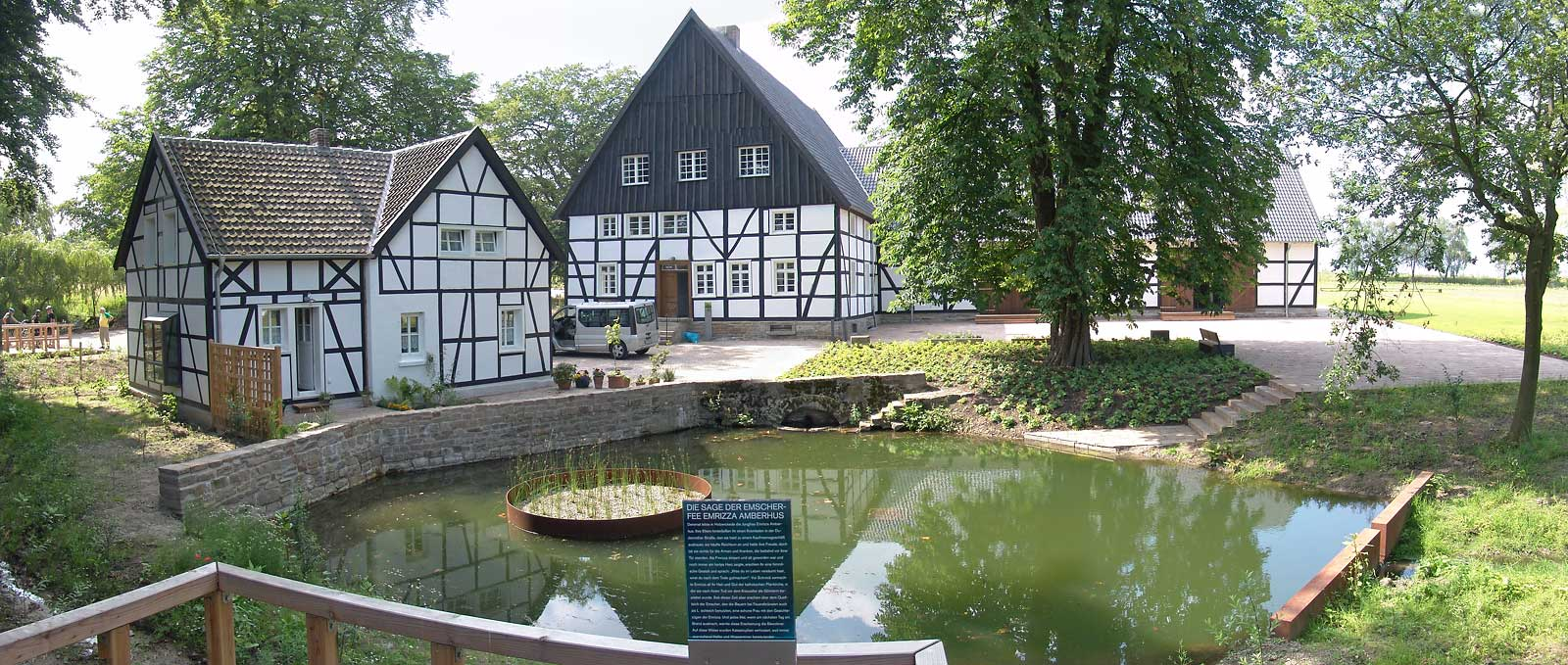
Bron van de Emscher

Bergkamen · Bönen · Fröndenberg · Holzwickede · Kamen · Lünen · Schwerte · Selm · Unna · Werne